# Fast & Furious (colonna sonora)
Fast & Furious è la colonna sonora dell'omonimo film diretto da Justin Lin, pubblicata nel 2009. L'album è distribuito da Star Trak e Interscope.
| Recensione | Giudizio |
| ---------- | -------- |
| AllMusic   | [ 1 ]    |

## Tracce
1. Bang (Rye Rye & M.I.A.) – 3:32 (musica: Blaqstarr)
2. G-Stro (Busta Rhymes) – 3:41 (musica: The Neptunes)
3. Loose Wires (Kenna) – 3:46 (musica: The Neptunes)
4. Blanco (Pitbull feat. Pharrell Williams) – 3:22
5. Krazy (Pitbull feat. Lil Jon) – 3:52 (musica: Frederico Franchi, Lil Jon)
6. You Slip, She Grip (Tego Calderón feat. Pitbull) – 3:12 (musica: The Neptunes)
7. Head Bust (Shark City Click feat. Pharrell Williams) – 3:55 (musica: The Neptunes)
8. Bad Girls (Pitbull feat. Robin Thicke) – 4:03 (musica: The Neptunes)
9. Virtual Diva (Don Omar) – 4:00 (musica: Armando Rosario)
10. La Isla Bonita (Tasha) – 3:46 (musica: J. Drew Sheard II)

Tracce bonus
1. Blanco (Pitbull feat. Pharrell Williams) – 3:32 (musica: The Neptunes)

## Classifiche settimanali
| Classifica (2009) | Posizione raggiunta |
| ----------------- | ------------------- |
| Australia         | 37                  |
| Austria           | 9                   |
| Belgio (Fiandre)  | 49                  |
| Belgio (Vallonia) | 84                  |
| Francia           | 120                 |
| Germania          | 35                  |
| Messico           | 15                  |
| Svizzera          | 25                  |